# Estados Unidos en los Juegos Paralímpicos de Salt Lake City 2002
Estados Unidos estuvo representado en los Juegos Paralímpicos de Salt Lake City 2002 por un total de 57 deportistas, 41 hombres y 16 mujeres.

## Medallistas
El equipo paralímpico estadounidense obtuvo las siguientes medallas:
| Nombre | Deporte            | Evento                                   |
| --- | ------------------ | ---------------------------------------- |
| Oro |                    |                                          |
| Sarah Will | Esquí alpino       | Descenso LW10-12 femenino                |
| Sarah Will | Esquí alpino       | Eslalon LW10-12 femenino                 |
| Sarah Will | Esquí alpino       | Eslalon gigante LW10-11 femenino         |
| Sarah Will | Esquí alpino       | Supergigante LW10-12 femenino            |
| Mary Riddell | Esquí alpino       | Eslalon gigante LW3,4,9 femenino         |
| Allison Pearl | Esquí alpino       | Eslalon gigante LW12 femenino            |
| Sarah Billmeier | Esquí alpino       | Supergigante LW2 femenino                |
| Kevin Bramble | Esquí alpino       | Descenso LW12 masculino                  |
| Chris Young | Esquí alpino       | Supergigante LW12 masculino              |
| Patrick Byrne David Conklin Matt Coppens James Dunham Sylvester Flis Manuel Guerra Lonnie Hannah Dan Henderson Joe Howard Christopher Manns Brian Ruhe Jack Sanders Pat Sapp Kip St. Germaine Josh Wirt | Hockey sobre hielo | Torneo masculino                         |
| Plata |                    |                                          |
| Csilla Kristof | Esquí alpino       | Descenso LW3,4,6/8,9 femenino            |
| Csilla Kristof | Esquí alpino       | Eslalon LW6/8 femenino                   |
| Csilla Kristof | Esquí alpino       | Eslalon gigante LW6/8 femenino           |
| Muffy Davis | Esquí alpino       | Descenso LW10-12 femenino                |
| Muffy Davis | Esquí alpino       | Eslalon gigante LW10-11 femenino         |
| Muffy Davis | Esquí alpino       | Supergigante LW10-12 femenino            |
| Sarah Billmeier | Esquí alpino       | Descenso LW2 femenino                    |
| Sarah Billmeier | Esquí alpino       | Eslalon LW2 femenino                     |
| Allison Jones | Esquí alpino       | Eslalon gigante LW2 femenino             |
| Allison Jones | Esquí alpino       | Supergigante LW2 femenino                |
| Mary Riddell | Esquí alpino       | Supergigante LW3,4,6/8,9 femenino        |
| James Lagerstrom | Esquí alpino       | Descenso LW4 masculino                   |
| Chris Waddell | Esquí alpino       | Descenso LW10 masculino                  |
| Chris Young | Esquí alpino       | Descenso LW12 masculino                  |
| Andrew Parr | Esquí alpino       | Eslalon B3 masculino                     |
| Monte Meier | Esquí alpino       | Eslalon LW2 masculino                    |
| Jason Lalla | Esquí alpino       | Eslalon gigante LW2 masculino            |
| Steve Cook | Esquí de fondo     | 5 km LW2-4 masculino                     |
| Steve Cook | Esquí de fondo     | 10 km LW2-4 masculino                    |
| Steve Cook | Esquí de fondo     | 20 km de pie masculino                   |
| Robert Balk | Esquí de fondo     | 10 km silla de esquí LW12 masculino      |
| Robert Balk Steve Cook William Stewart | Esquí de fondo     | 1 × 2,5/2 × 5 km clase abierta masculino |
| Bronce |                    |                                          |
| Sandy Dukat | Esquí alpino       | Eslalon LW2 femenino                     |
| Sandy Dukat | Esquí alpino       | Supergigante LW2 femenino                |
| Lacey Heward | Esquí alpino       | Eslalon gigante LW10-11 femenino         |
| Lacey Heward | Esquí alpino       | Supergigante LW10-12 femenino            |
| Stephani Victor | Esquí alpino       | Descenso LW10-12 femenino                |
| Jennifer Kelchner | Esquí alpino       | Eslalon LW3,4,9 femenino                 |
| Chris Waddell | Esquí alpino       | Eslalon LW10 masculino                   |
| Chris Waddell | Esquí alpino       | Eslalon gigante LW10 masculino           |
| Jason Lalla | Esquí alpino       | Descenso LW2 masculino                   |
| Jacob Rife | Esquí alpino       | Descenso LW3,5/7,9 masculino             |
| Andrew Parr | Esquí alpino       | Eslalon gigante B3 masculino             |